# Сосновка (городской округ Люберцы)
Сосно́вка — деревня в Московской области России. Входит в городской округ Люберцы. Население — 0 чел. (2010).

## География
Деревня Сосновка расположена в северо-восточной части городского округа Люберцы, примерно в 6 км к востоку от города Люберцы. Высота над уровнем моря 142 м. В 1 км к юго-востоку от деревни находится исток реки Македонки. Ближайший населённый пункт — деревня Лукьяновка.

## История
В 1926 году деревня входила в Кореневский сельсовет Ухтомской волости Московского уезда Московской губернии.
С 1929 года — населённый пункт в составе Ухтомского района Московского округа Московской области.
До муниципальной реформы 2006 года Сосновка находилось в подчинении администрации рабочего посёлка Красково.
С 2006 до 2016 гг. деревня входила в городское поселение Красково Люберецкого муниципального района. С 2017 года деревня входит в городской округ Люберцы, в рамках администрации которого деревня подчинена территориальному управлению Красково-Малаховка.

## Население
В 1926 году в деревне проживало 33 человека (18 мужчин, 15 женщин), насчитывалось 8 хозяйств, из которых 7 было крестьянских. По переписи 2002 года — 15 человек (7 мужчин, 8 женщин).
| 1926 | 2002 | 2006 | 2010 |
| ---- | ---- | ---- | ---- |
| 33   | ↘15  | ↗16  | ↘0   |